# Hà Thế Quang
Hà Thế Quang (1886-1974, hưởng thọ 88 tuổi) từng là doanh nhân Hồng Kông, cựu chủ tịch của bệnh viện TungHua Hospitals và Đại học Hồng Kông, thành viên của Hội đồng Lập pháp Hồng Kông. Ông là con trai của nhà tư sản Hà Khải Phúc, cha của trùm sòng bạc Macao Hà Hồng Sân.
Hiện nay có địa điểm mang tên hai vợ chồng ông là Trung tâm Thể thao Phu nhân ông Hà Thế Quang (何世光夫人體育中心).

## Tiểu sử
Hà Thế Quang là con trai của thương nhân Hà Khải Phúc, cháu gọi bằng bác của nhà tư sản mại bản Hà Đông. Ông tốt nghiệp trường Trường trung học Queen's College, Hồng Kông giống cha và bác. Sau đó ra làm chức mãi biện (đứng ra mua hàng hoá) cho cửa hiệu đồ Tây E.D. Sassoon & Co. (沙宣洋行).

## Biến cố
Năm 1925, ông Hà Khải Phúc trước khi sang Châu Âu nghỉ hè đã có ý định trao lại cơ nghiệp lâu năm cho con trai lớn Hà Thế Diệu, Thế Quang và Thế Lượng quản lý.
Năm 1934, Nguỵ Liên Long (魏连龙) là cấp trên thuộc Jardie Dương Hàng nắm giữ một số lượng lớn cổ phiếu Tín Hoà (信和股票), nhận thấy rằng giá cổ phiếu này sẽ chiều hướng bất lợi cho mình. Anh ta cần bán tháo với mức giá tốt, vì vậy muốn lừa một vài kẻ ngốc. Đầu tiên anh ta cám dỗ con trai của Hà Khải Phúc là Hà Thế Lượng và nói rằng có thông tin nội bộ. Sau hôm đó, Thế Lượng đã nhanh chóng triệu tập ba anh em Thế Vinh, Thế Diệu và Thế Quang để thảo luận về kế hoạch kiếm lợi nhuận.
Hai anh em Thế Quang và Thế Lượng đề nghị nên tham gia đầu tư chứng khoán rủi ro cao, hy vọng kiếm nhiều vận may tài lộc, có thể trở nên giàu có như người bác Hà Đông. Người anh Hà Thế Diệu có tiếng là thận trọng nhưng cũng chịu thua trước sự kiên trì của Thế Lượng. Vì vậy, họ cùng tham gia đầu tư. Hà Thế Quang và những người anh em khác đã bị lừa, "bỏ tất cả trứng vào một giỏ", vay tiền để mua vào cổ phiếu từ cấp cao trong Jardine.
Do kết quả của việc mua lại lớn của họ, các cổ phiếu đã thực sự tăng giá, và sự tăng vọt cường điệu này chỉ có thể được duy trì trong một thời gian. Các nhà đầu cơ thông minh và bình tĩnh sau đó tìm cách thoát khỏi thị trường càng sớm càng tốt. Anh em nhà họ choáng váng khi giá cổ phiếu lao dốc. Họ nghĩ rằng cổ phiếu sẽ tiếp tục tăng như mọi khi. Tuy nhiên, các cổ đông lớn đã tận dụng mức giá cao bán ra khiến giá cổ phiếu giảm mạnh. Bốn anh em nhận ra đã quá muộn để thu tiền về cùng với số cổ phiếu trong tay họ trở thành mớ giấy lộn sau một đêm. Anh em họ Hà đã phá sản khiến các chủ nợ kéo đến. Tin tức này đã tạo cú sốc tại Hồng Kông và Ma Cao thời điểm đó. Về phía lãnh đạo tại Jardine thì phủ nhận chẳng có bất kỳ hành vi sai trái nào. Anh ta tuyên bố rằng sự sụt giảm mạnh mẽ của thị trường chứng khoán là không thể đoán trước giống như thời tiết.
Trong cuốn sách "Hồ sơ thị trường chứng khoán Hồng Kông", tác giả Zhu Chunting tin rằng ngay cả khi người từ Jardine dùng bẫy, trách nhiệm chính vẫn thuộc về anh em nhà họ Hà, bởi vì các nhà đầu tư nhạy cảm sẽ không tin vào bất kỳ kênh nào. Nó sẽ không mang phong cách đánh bạc "tất tay " như vậy. Trên thực tế, vấn đề này hơi giống như bây giờ chúng ta biết thông tin nội bộ, sau đó sử dụng đòn bẩy lớn và người duy nhất có thể bị tổn thương cuối cùng là chính chúng ta.
Hà Thế Lượng, người khởi xướng giao dịch, không chịu nổi cú sốc này, cảm thấy tội lỗi với người nhà. Sau khi phá sản, người thân và bạn bè kinh doanh đã tới nhà đòi nợ. Hà Thế Diệu tinh thần không ổn đinh và được đưa đến bệnh viện tâm thần. Sau khi kiềm chế được cảm xúc, anh về nhà chữa trị nhưng không thể đối mặt với thực tế khắc nghiệt của việc phá sản và lặng lẽ nuốt thuốc ngủ để tự sát.
Tình hình của người anh Thế Vinh khá hơn một chút vì được vợ cả của ông Hà Đông nhận làm con nuôi. Khoản nợ của Thế Vinh đã bị xoá bỏ và đã thoát khỏi thảm họa.
Hà Thế Quang buộc phải ly thân vợ và trốn khỏi Hồng Kông sang Sài Gòn, Việt Nam. Sự kiện khiến ông Hà Khải Phúc chịu đả kích tinh thần sâu sắc.

## Gia đình
Ông Hà Thế Quang cũng giống như cha mình, cũng có 13 người con, cụ thể là:
- Trưởng nam: Hà Hồng Ân (何鴻恩)
- Trưởng nữ: Hà Uyển Hoà (何婉和)
- Con trai thứ 2: Hà Hồng Triển (何鴻展)
- Con trai thứ 3: Hà Hồng Uy (何鴻威)
- Con gái thứ 2: Hà Uyển Chương (何婉璋)
- Con gái thứ 3: Hà Uyển Văn (何婉文)
- Con trai thứ 4: Hà Hồng Thao (何鴻韜)
- Con gái thứ 4: Hà Uyển Hồng (何婉鴻)
- Con trai thứ 5: Hà Hồng Sân (何鴻燊)
- Con gái thứ 5: Hà Uyển Kỳ (何婉琪)
- Con gái thứ 6: Hà Uyển Uyển (何婉婉)
- Con trai thứ 6: Hà Hồng Đoan (何鴻端)
- Con gái thứ 7: Hà Uyển Dĩnh (何婉穎)